# John Saul’s Blackstone Chronicles
John Saul’s Blackstone Chronicles — компьютерная игра 1998 года в жанре квест. Игра связана с серией повестей писателя Джона Соула, он же написал сценарий к игре. В игре присутствует множество информации о том, как лечили психически больных людей в первой половине XX века.

## Сюжет
Действие игры разворачивается в ныне не работающей психиатрической лечебнице, из которой власти сделали музей. Хотя он официально ещё не открыт, большинство комнат реконструировано. Главный персонаж игры Оливер Меткаф, сын бывшего главного врача и директора Малкольма Меткафа, возвращается в клинику с одной единственной целью — найти похищенного его отцом сына Джоша. Неупокоившийся дух Малкольма даёт своему сыну шанс найти Джоша до рассвета.

## Игровой процесс
Геймплей игры сводится к пиксель-хантингу, то есть перед игроком имеется статическое окружение, в котором игрок может что-то делать, используя курсор мыши. Менять угол обзора нельзя. При перемещении между такими окружениями следует небольшая анимационная вставка.
В игре так же существуют мини-игры на время, по истечении которого, если загадка не решена, персонаж погибает. Однако после смерти, игроку предоставляется возможность получить ответ на загадку сразу или попробовать сыграть ещё раз. Всего в игре существует 6 загадок:
- выбраться из парового шкафа;
- определить, чем вы заразились и найти нужное противоядие;
- избежать смерти на электрическом стуле, к которому персонаж привязан;
- избежать смерти в «клетке-ловушке»;
- избежать смерти на пыточном столе;
- победить своего отца.

## Отзывы
| Сводный рейтинг       | Сводный рейтинг |
| Агрегатор             | Оценка          |
| --------------------- | --------------- |
| GameRankings          | 69,85 %         |
| Русскоязычные издания |                 |
| Издание               | Оценка          |
| «Игромания»           | 8,6/10          |